# Janice Litman
Janice Litman (Janice Litman Goralnik née Hosenstein) este un personaj fictiv din serialul Friends, creat de David Crane și Marta Kauffman, parodiind-o pe Fran Drescher. Este interpretat de Maggie Wheeler. 
Este prietena lui Chandler Bing de mai multe ori. Ultima dată când Chander a vrut să se despartă de ea i-a spus că trebuie să plece în Yemen. I-a dat și adresa la care să-i scrie (Strada Yemen nr. 15, Yemen), însă ea a insistat să îl conducă la aeroport și să îl vadă cum pleacă. În cazul acesta Chandler a trebuit să se urce cu adevărat în avion.
Chandler pare să nu scape de ea nicăieri. După ce se chinuie să se despartă de ea prima oară, cei doi revin de cel puțin trei ori. Când Rachel naște, în salon cu ea poposește la un moment dat și Janice. Apoi Janice aproape cumpără casa vecină casei în care se mută Chandler și Monica, însă Chandler o face să se răzgândească, spunându-i că încă o iubește, minciună folosită și de Monica pentru a-i explica de ce nu poate veni la nuntă. Janice se întâlnește o scurtă perioadă și cu Ross, pe vremea când credea că Chandler este în Yemen.